# Six Days of London
Das Six Days of London (deutsch zumeist Londoner Sechstagerennen) ist eine Bahnradsportveranstaltung in London, deren Tradition bis vor den Zweiten Weltkrieg zurückgeht.

## Geschichte
Das Londoner Sechstagerennen wurde zum ersten Male 1923 veranstaltet. Von 1936 bis 1980 fand es auf einer temporären Bahn von 166 m Länge in der Wembley Arena statt; zwischen 1980 und 2015 wurde das Rennen nicht durchgeführt.
Seit 2015 wird das Rennen im Rahmen der Six Day Series im Velodrom des Lee Valley VeloParks ausgetragen.

## Sieger des Londoner Sechstagerennens
| Jahr | Mannschaft        | Mannschaft        |
| ---- | ----------------- | ----------------- |
| 1923 | Aloïs Persijn     | Pierre Vandevelde |
| 1934 | Sydney Cozens     | Piet van Kempen   |
| 1936 | Gustav Kilian     | Heinz Vopel       |
| 1937 | Piet van Kempen   | Albert Buysse     |
| 1938 | Albert Billiet    | Albert Buysse     |
| 1939 | Omer De Bruycker  | Karel Kaers       |
| 1951 | René Adriaenssens | Albert Bruylandt  |
| 1952 | Reginald Arnold   | Alfred Strom      |
| 1967 | Palle Lykke       | Freddy Eugen      |
| 1968 | Peter Post        | Patrick Sercu     |
| 1969 | Peter Post        | Patrick Sercu     |
| 1970 | Peter Post        | Patrick Sercu     |
| 1971 | Peter Post        | Patrick Sercu     |
| 1972 | Tony Gowland      | Patrick Sercu     |
| 1973 | Gerben Karstens   | Leo Duyndam       |
| 1974 | René Pijnen       | Patrick Sercu     |
| 1975 | René Pijnen       | Günter Haritz     |
| 1977 | René Pijnen       | Patrick Sercu     |
| 1978 | Danny Clark       | Donald Allan      |
| 1979 | Albert Fritz      | Patrick Sercu     |
| 1980 | Danny Clark       | Donald Allan      |
| 2015 | Moreno De Pauw    | Kenny De Ketele   |
| 2016 | Moreno De Pauw    | Kenny De Ketele   |
| 2017 | Callum Scotson    | Cameron Meyer     |
| 2018 | Yoeri Havik       | Wim Stroetinga    |
| 2019 | Simone Consonni   | Elia Viviani      |